# Stilpnonotus eurypiformis
Stilpnonotus eurypiformis is een keversoort uit de familie Mycteridae. De wetenschappelijke naam van de soort is voor het eerst geldig gepubliceerd in 1832 door Gray.